# Josef Kozeny
Josef Kozeny (25 de fevereiro de 1889 — 19 de abril de 1967) foi um físico austríaco.
É conhecido principalmente pela equação de Kozeny–Carman de um fluido escoando através de um leito com corpos sólidos.